# Thomas Ville
Thomas Serge Ville (Montbrison, 6 maggio 1995) è un cestista francese.